# Cibel-Cebon/Saison 2016
Dieser Artikel listet Erfolge und Fahrer des Radsportteams Cibel-Cebon in der Saison 2016 auf.

## Abgänge – Zugänge
| Zugänge            | Team 2015 | Abgänge                               | Team 2016                        |
| ------------------ | --------- | ------------------------------------- | -------------------------------- |
| Johannes De Paepe  | Neoprofi  | Matthias Van Holderbeke (bis 21. Mai) | Decock-Woningbouw Vandekerckhove |
| Michiel Dieleman   | Neoprofi  | Niels Van Dorsselaer                  | Wetterse Dakwerken-Trawobo-VDM   |
| Gregory Franckaert | Neoprofi  | Guy Smet                              | Unbekannt                        |
| Gianni Marchand    | Neoprofi  | Thomas Gibbons                        | Unbekannt                        |
| Niels Vandyck      | Neoprofi  | Matthias Ongena                       | Unbekannt                        |

## Mannschaft
| Teamkader 2016                              | Teamkader 2016     | Teamkader 2016 | Teamkader 2016                     |
| Name                                        | Geburtsdatum       | Land           | Vorheriges Team                    |
| ------------------------------------------- | ------------------ | -------------- | ---------------------------------- |
| Kevin Callebaut                             | 16. Oktober 1991   | Belgien        |                                    |
| Bjorn De Decker                             | 10. Oktober 1988   | Belgien        |                                    |
| Kevin De Jonghe                             | 4. Dezember 1991   | Belgien        | Topsport Vlaanderen-Baloise (2014) |
| Johannes De Paepe                           | 5. Oktober 1992    | Belgien        | Van Der Vurst-Hiko (2015)          |
| Michiel Dieleman                            | 29. April 1990     | Belgien        | Smartphoto (2015)                  |
| Gregory Franckaert                          | 21. September 1988 | Belgien        | Profel United (2015)               |
| Jens Geerinck                               | 9. September 1993  | Belgien        | EFC-Omega Pharma-Quick Step (2014) |
| Kenny Goossens                              | 4. März 1991       | Belgien        |                                    |
| Gianni Marchand                             | 1. Juni 1990       | Belgien        | KSV Deerlijk-Gaverzicht (2015)     |
| Lawrence Naesen                             | 28. August 1992    | Belgien        | Van Der Vurst Development (2014)   |
| Thomas Ongena                               | 22. Oktober 1980   | Belgien        |                                    |
| Glenn Rotty                                 | 26. Januar 1994    | Belgien        |                                    |
| Joeri Stallaert                             | 25. Januar 1991    | Belgien        | Veranclassic-Doltcini (2014)       |
| Jori Van Steenberghen                       | 9. Oktober 1991    | Belgien        |                                    |
| Niels Vandyck                               | 30. August 1990    | Belgien        | Baguet-MIBA Poorten-Indulek (2015) |
| Benjamin Verraes                            | 21. Februar 1987   | Belgien        | Josan-To Win (2014)                |
| Wim Reynaerts (1. Aug.–31. Dez., Stagiaire) | 12. Mai 1995       | Belgien        | Ottignies-Perwez (2015)            |
|                                             |                    |                |                                    |
| Quellen: ProCyclingStats Cycling Archives   |                    |                |                                    |